# Helen Nielsen
Helen Nielsen (Roseville, 23 ottobre 1918 – Prescott, 22 giugno 2002) è stata una scrittrice e sceneggiatrice statunitense.

## Biografia
Helen Nielsen da giovane frequentò il Chicago Art Institute, lavorando in seguito come disegnatrice. A partire dagli anni cinquanta si dedicò al poliziesco, sia scrivendo numerosi romanzi sia lavorando come sceneggiatrice per le serie televisive Perry Mason e Alfred Hitchcock presenta.

## Opere
- Il piede nella fossa (The Kind Man), 1951
  - Il Giallo Mondadori n. 336, 1955
  - I Classici del Giallo Mondadori n. 38, 1968
- La città lo accusa (Detour[2]), 1953
  - Il Giallo Mondadori n. 340, 1955
  - I Classici del Giallo Mondadori n. 165, 1973
- La pazza sul tetto (The woman On The Roof), 1954
  - Gialli Giumar n. 11, 1959
- Notturno per la morte (Gold Coast Nocturne)
  - Il Giallo Mondadori n. 303, 1954
- Morte a passo di danza (Obit Delayed)
  - Il Giallo Mondadori n. 386, 1956
- Ventiquattr'ore di vita (Borrow The Night)
  - Il Giallo Mondadori n. 414, 1957
- Maledetti si nasce (The Crime Is Murder)
  - Il Giallo Mondadori n. 472, 1958
- Terra maligna (Stranger In The Dark)
  - Il Giallo Mondadori n. 501, 1958
- Quinto, non ammazzare (The Fifth Caller)
  - Il Giallo Mondadori n. 567, 1959
  - I Classici del Giallo Mondadori n. 1264, 2011
- Incubo (False Witness), 1959
  - Giallissimo Garden n 29, 1996
- Omicidio a 33 giri (Sing Me A Murder), 1960
  - Il Giallo del Mandarino n. 7, 1963
- Per insufficienza di prove (Verdict Suspended)
  - Il Giallo Mondadori n. 873, 1965
- Testimoni a doppio taglio (After Midnight)
  - Il Giallo Mondadori n. 989, 1968
- La faccia del killer (A Killer In The Street)
  - Il Giallo Mondadori n. 996, 1968
- L'omicidio è contagioso (Darkest Hour)
  - Il Giallo Mondadori n. 1165, 1971
- Signorno', colonnello (Shot On Location), 1971
  - Segretissimo Mondadori n.453, 1972
- L'indizio della chiave tagliata (The Severed Key)
  - Il Giallo Mondadori n. 1347, 1974
- A mente fredda (The Brink of Murder)
  - Il Giallo Mondadori n. 1491, 1977

### Racconti
- La decisione (Decision), 1957. In American Pulp
  - Mondadori, 2001